# Rowland (Észak-Karolina)
Rowland város az USA Észak-Karolina államában, Robeson megyében. Lakosainak száma 885 fő (2020. április 1.).

## Népesség
A település népességének változása:
| Lakosok száma | 72   | 1037 | 885  |
|               | 1890 | 2010 | 2020 |